# 23323 Ананд
23323 Ананд (2001 BJ25, 1977 RX14, 1993 RJ16, 1997 LQ, 1999 VJ193, 23323 Anand) — астероїд головного поясу, відкритий 20 січня 2001 року.
Тіссеранів параметр щодо Юпітера — 3,236.